# Йиглава
Йи́глава (чеш. Jihlava, нем. Iglau) — статутный город на юго-востоке Чехии, на одноимённой реке, административный центр края Височина. Транспортный узел. Текстильная, пищевая и деревообрабатывающая промышленность, машиностроение; производство автомобильного дизельного топлива, радиоламп (завод «Tesla»). В городе проводится международный фестиваль документального кино.

## История
Во времена позднего Средневековья Йиглава — центр добычи серебра. В XVIII—XIX вв. население города состояло большей частью из немцев. В течение Второй мировой войны довольно крупная еврейская община Йиглавы (в 1936 — 1600 чел.) была полностью уничтожена. В конце 1940-х гг. из города были выселены почти все немецкие жители. Теперь большинство жителей Йиглавы — чехи.
В окрестностях славянского поселения в 1270 г. обнаружили серебряные руды, и к основанию здесь города руку приложил лично король Пржемысл Отакар II. В те далекие времена в Йиглаве началась настоящая серебряная лихорадка. Тогда Йиглава являлась одним из самых больших, красивых и богатых чешских городов, в котором процветали искусства и ремесла, наука и торговля. Эти на тот момент «второстепенные» по сравнению с добычей серебра занятия и спасли город, когда залежи благородного металла в XIV—XV вв. истощились и рудники открыли в Кутной Горе.
В городе родился немецкий писатель  Луи Фюрнберг и вырос композитор Густав Малер.

## Достопримечательности
- Главная площадь огромных размеров; считается, что это самая большая площадь Чехии, на ней расположены:
  - ратуша (сейчас мэрия города), с XVI века на фасаде сохраняется надпись «Город Йиглава и Слово Божье сохранятся в веках»;
  - барочная церковь иезуитов Святого Игнатия (во дворе — вход в катакомбы);
  - готический костёл Святого Иакова Старшего (покровителя шахтёров) с двумя разновысокими башнями, в летнее время на башню с часами высотой 63 м можно забраться и осмотреть город;
  - фонтан «Нептун» и кашна Амфитриты;
  - чумной столб XVIII в.
- Фрагменты городских стен и одни ворота — Чёрной Богоматери (XIII век), ворота и изображение ежа на городском гербе — символы города.
- Церковь Вознесения Св. Марии у ворот (XIII век), перестроена в XVI веке.
- Готический костёл Воздвижения Святого Креста XII—XIV вв.
- Катакомбы, длина которых составляет 25 км, площадь — 5 гектаров, глубина трехэтажных коридоров в некоторых местах доходит до 12-15 метров. Город был построен на серебряной шахте (время постройки «отакаровского» города совпадает со временем создания катакомб), а когда залежи серебра истощились, хозяйственные горожане стали использовать их для хозяйственных нужд, а в случае волнений — как убежища. Как и любой город, расположенный в опасной близости от старых шахт, Йиглава находится в зоне риска: например, в 1961 г. стали проваливаться дома и целые улицы в центре города, после чего подземелья укрепили бетоном.

## Города-побратимы
У Йиглавы три города-побратима, с 1987 года тесные отношения связывают также с немецким Айленбургом. С 1968 по 1990-е городом побратимом был также российский город Семилуки
|            | Страна     |  | Город                |  | Страна / Округ / Регион / Штат | Дата |
| ---------- | ---------- |  | -------------------- |  | ------------------------------ | ---- |
| Нидерланды | Нидерланды |  | Пюрмеренд            |  | Северная Голландия             | 1991 |
| Германия   | Германия   |  | Хайденхайм-на-Бренце |  | Баден-Вюртемберг               | 2002 |
| Украина    | Украина    |  | Ужгород              |  | Закарпатская область           | 2010 |

## Галерея
- В центре города.
- Проездная башня в центре Йиглавы.

## Население
| 1869    | 1869    | 1880    | 1880    | 1890    | 1900    | 1900    | 1910    | 1910    | 1921    | 1921    | 1930    |
| ------- | ------- | ------- | ------- | ------- | ------- | ------- | ------- | ------- | ------- | ------- | ------- |
| 20 049  | →20 049 | ↗22 378 | →22 378 | ↗23 716 | ↗24 387 | →24 387 | ↗25 914 | →25 914 | ↘25 634 | →25 634 | ↗31 028 |
| 1930    | 1950    | 1950    | 1961    | 1961    | 1970    | 1970    | 1980    | 1980    | 1991    | 1991    | 2001    |
| →31 028 | ↘26 253 | →26 253 | ↗34 721 | →34 721 | ↗40 839 | →40 839 | ↗51 144 | →51 144 | ↗51 831 | →51 831 | ↘50 702 |
| 2001    | 2011    | 2011    | 2012    | 2014    | 2016    | 2017    | 2018    | 2019    | 2020    | 2021    | 2021    |
| →50 702 | ↘50 075 | →50 075 | ↗50 680 | ↘50 510 | ↗50 714 | ↘50 559 | ↗50 724 | ↗50 845 | ↗51 216 | ↘51 125 | ↘50 523 |
| 2022    | 2023    | 2024    | 2025    |         |         |         |         |         |         |         |         |
| ↘50 108 | ↗52 548 | ↗53 986 | ↗54 624 |         |         |         |         |         |         |         |         |